# SBS 오픈드라마 남과여
《오픈드라마 남과여》는 2001년 1월 8일부터 2004년 2월 27일까지 방송되었던 단막극 프로그램인데 소재 자체를 사랑 얘기로 한정해 정통 단막극과 거리가 멀었다.
한편, 2001년 1월 8일부터 월요일 오후 10시 55분에 편성되었고 2001년 8월 13일부터 월요일 오후 11시 5분으로 변경됐으나 "드라마 중복 편성"이란 지적을 받아오자 2003년 5월 16일부터 《야심만만 만명에게 물었습니다》와 시간대를 맞바꿔 금요일로 옮겨갔지만 여성 월간지의 단골 메뉴를 소재로 잡은 '아류 단막극'인 동시간대 KBS 2TV 《부부클리닉 사랑과 전쟁》 탓인지 시청률이 갈수록 떨어졌다.
아울러, '희롱남녀' 편이 "직장내 성희롱을 마치 사랑의 표현인 것처럼 표현하는 등 성희롱에 대한 사회적 편견을 부추겼다"는 지적을 받아 2001년 2월 민언련 선정 "이달의 나쁜방송"에 선정되는 불명예를 안기도 했다.
이와 더불어, 그 동안 방영된 것들을 엄선하여 2005년 5월 7일부터 10월 29일까지 <특선 오픈드라마>가 토요일 오전 11시에 편성됐는데 9월 17일에는 10시 20분부터 낮 12시 5분까지 추석특집 《잘 먹고 잘 사는 법》편성 - 10월 1일에는 《국군의 날》 기념식 편성으로 결방됐다.

## 방송 시간
| 방송 채널 | 방송 기간                         | 방송 시간                           |
| --------- | --------------------------------- | ----------------------------------- |
| SBS TV    | 2001년 1월 8일 ~ 2001년 8월 6일   | 매주 월요일 밤 10시 55분 ~ 12시 5분 |
| SBS TV    | 2001년 8월 13일 ~ 2003년 5월 5일  | 매주 월요일 밤 11시 5분 ~ 12시 15분 |
| SBS TV    | 2003년 5월 16일 ~ 2004년 2월 27일 | 매주 금요일 밤 11시 5분 ~ 12시 15분 |

## 작품 리스트

### 2001년
| 회차 | 방송일    | 작품명                                 | 출연자                                                                                 | 극본   | 연출   |
| ---- | --------- | -------------------------------------- | -------------------------------------------------------------------------------------- | ------ | ------ |
| 1회  | 1월 8일   | 왜 남자는 어린 여자에게 집착하는가?    | 조민기, 김효진, 김정은, 김희정                                                         | 김도우 |        |
| 2회  | 1월 15일  | 사랑에 미치다                          |                                                                                        | 김도우 |        |
| 3회  | 1월 29일  | 친구의 아내를 사랑하다                 |                                                                                        | 김도우 |        |
| 4회  | 2월 5일   | 다시 사랑할 수 있을까요?               |                                                                                        | 김도우 |        |
| 5회  | 2월 12일  | 미스터 하이드                          |                                                                                        |        |        |
| 6회  | 2월 19일  | 아내와 간통한 남자                     |                                                                                        |        |        |
| 7회  | 2월 26일  | 희롱남녀                               |                                                                                        |        |        |
| 8회  | 3월 5일   | 에로틱한 우정                          |                                                                                        |        |        |
| 9회  | 3월 12일  | 내겐 너무 터프한 당신                  |                                                                                        |        |        |
| 10회 | 3월 19일  | 황홀한 외출                            | 이은주, 김승수, 류수영                                                                 | 박후정 | 조남국 |
| 11회 | 4월 2일   | 내 아내에게 무슨 일이 생겼는가         | 송채환, 김주승, 김일우                                                                 |        |        |
| 12회 | 4월 9일   | 어머니는 보았다                        |                                                                                        |        |        |
| 13회 | 4월 16일  | 수요일의 여자                          | 조재현, 신주리                                                                         |        |        |
| 14회 | 4월 23일  | 진심의 도끼                            |                                                                                        |        |        |
| 15회 | 4월 30일  | 가위손                                 | 김석훈, 소유진, 최준용, 이순재, 박광정, 조경환                                         | 최진원 | 한정환 |
| 16회 | 5월 7일   | 아빠 만들기                            | 최강희, 김정현, 윤기원, 강경헌                                                         | 임선희 | 홍창욱 |
| 17회 | 5월 14일  | 행복한 여자                            |                                                                                        |        |        |
| 18회 | 5월 21일  | 홀로서기                               | 이효정                                                                                 |        |        |
| 19회 | 5월 28일  | 달콤한 쌉싸름한                        | 황현욱                                                                                 |        |        |
| 20회 | 6월 4일   | 아내의 아이를 키운 남자                | 김병세, 이아현, 이도련, 정재순, 박세준                                                 | 박범수 | 이용석 |
| 21회 | 6월 11일  | 깡패와 여선생                          |                                                                                        |        |        |
| 22회 | 6월 18일  | 동거남녀                               |                                                                                        |        |        |
| 23회 | 6월 25일  | 미운 오리 새끼                         | 박경림, 안재모, 김가연, 김영미                                                         | 서희정 | 문정수 |
| 24회 | 7월 2일   | 봉 브러더스                            | 김정현, 권오중                                                                         |        |        |
| 25회 | 7월 9일   | 매일 벗는 남자                         | 정성화, 추자현, 강래연, 김동균, 박경순                                                 | 안영희 | 고경희 |
| 26회 | 7월 16일  | 다이어트 할까요?                       | 한고은, 이두일, 정양, 김창완, 나문희, 박광정, 심형탁, 남현주                           | 김희정 | 손홍조 |
| 27회 | 7월 23일  | 꽃다방 순정                            | 박솔미, 천정명, 이미지, 고호경, 김형범, 권오영, 원숙희, 이다연, 백승욱, 황미선, 김희정 | 하미선 | 조남국 |
| 28회 | 7월 30일  | 내가 버린 여자                         | 임호, 박소현, 최준용, 이해영                                                           | 박범수 | 이용석 |
| 29회 | 8월 6일   | 그녀와 헤어지기 몇 시간 전             | 지성, 서유정, 이종원, 이승형                                                           | 배유미 | 강신효 |
| 30회 | 8월 13일  | 우리도 같은 꿈을 꾸는 걸까?            | 최민용, 조민기, 유서진, 김형범                                                         |        |        |
| 31회 | 8월 20일  | 어둠 속에 벨이 울릴때                  |                                                                                        |        |        |
| 32회 | 8월 27일  | 사랑전선 북상중                        |                                                                                        |        |        |
| 33회 | 9월 3일   | 내가 택한 사랑                         | 임호, 엄수진, 이윤성                                                                   | 강남이 | 손홍조 |
| 34회 | 9월 10일  | 결혼 일주일 전                         |                                                                                        |        |        |
| 35회 | 9월 17일  | 신혼부부 비디오 사건                   |                                                                                        |        |        |
| 36회 | 9월 24일  | 그 가을의 편지                         |                                                                                        | 김성희 | 조남국 |
| 37회 | 10월 8일  | 넌 사랑이라 말하지 난 욕망이라 생각해  | 김재원, 배두나, 김강우                                                                 |        |        |
| 38회 | 10월 15일 | 적들의 비밀                            |                                                                                        |        |        |
| 39회 | 10월 22일 | 변성기                                 | 권오중, 이아현, 김일우, 김해숙                                                         | 김진수 | 홍창욱 |
| 40회 | 10월 29일 | 그대의 눈빛                            |                                                                                        |        |        |
| 41회 | 11월 5일  | 천하무적 파트너                        | 허영란, 이재황                                                                         |        |        |
| 42회 | 11월 12일 | 남편과 북어는 사흘에 한 번씩 패야 한다 |                                                                                        |        |        |
| 43회 | 11월 19일 | 건달은 울지 않는다                     |                                                                                        |        |        |
| 44회 | 11월 26일 | 아내의 선택                            |                                                                                        |        |        |
| 45회 | 12월 3일  | 누구나 한번쯤은                        |                                                                                        |        |        |
| 46회 | 12월 10일 | 우리가 어쩌자고 사랑했을까             | 송채환, 손현주                                                                         |        | 홍창욱 |
| 47회 | 12월 17일 | 다시 사랑한다면                        | 김은정, 차광수, 김일우, 엄수진                                                         |        |        |
| 48회 | 12월 24일 | 산타 아빠                              |                                                                                        |        |        |

### 2002년
| 회차 | 방송일    | 작품명                       | 출연자                                                                                | 극본   | 연출   |
| ---- | --------- | ---------------------------- | ------------------------------------------------------------------------------------- | ------ | ------ |
| 49회 | 1월 7일   |                              |                                                                                       |        |        |
| 50회 | 1월 14일  |                              |                                                                                       |        |        |
| 51회 | 1월 21일  |                              |                                                                                       |        |        |
| 52회 | 1월 28일  | 살아라.그리고 기억하라       | 임경옥, 최수린, 김명수                                                                |        |        |
| 53회 | 2월 4일   |                              |                                                                                       |        |        |
| 54회 | 2월 18일  |                              |                                                                                       |        |        |
| 55회 | 2월 25일  |                              |                                                                                       |        |        |
| 56회 | 3월 4일   | 힙합 며느리                  |                                                                                       |        |        |
| 57회 | 3월 11일  |                              |                                                                                       |        |        |
| 58회 | 3월 18일  | 농담                         |                                                                                       |        |        |
| 59회 | 3월 25일  |                              |                                                                                       |        |        |
| 60회 | 4월 1일   |                              |                                                                                       |        |        |
| 61회 | 4월 8일   | 골목을 돌아서면              | 전미선, 여운계, 전현, 김일우, 전희주, 최항석                                          | 하청옥 | 손홍조 |
| 62회 | 4월 22일  |                              |                                                                                       |        |        |
| 63회 | 4월 29일  | 뻐꾸기 둥지 위로 날아간 제비 | 안재모, 추자현                                                                        |        |        |
| 64회 | 5월 6일   |                              |                                                                                       |        |        |
| 65회 | 5월 13일  | 아내의 거짓말                |                                                                                       |        |        |
| 66회 | 5월 20일  |                              |                                                                                       |        |        |
| 67회 | 5월 27일  | 해피 버스데이                | 강타, 유진, 김동완                                                                    | 김성희 | 구본근 |
| 68회 | 6월 3일   | 해피 버스데이                | 강타, 유진, 김동완                                                                    | 김성희 | 구본근 |
| 69회 | 7월 8일   |                              |                                                                                       |        |        |
| 70회 | 7월 15일  |                              | 김미화                                                                                |        |        |
| 71회 | 7월 22일  | 그대 다시 눈뜰 때            | 김여진, 안재환, 명로진, 권소정                                                        | 조은주 | 손홍조 |
| 72회 | 7월 29일  | 무도씨에게                   | 이서연, 오지호                                                                        |        |        |
| 73회 | 8월 5일   | 여우비                       |                                                                                       |        |        |
| 74회 | 8월 12일  | 그녀의 해피엔딩              |                                                                                       |        |        |
| 75회 | 8월 19일  |                              |                                                                                       |        |        |
| 76회 | 8월 26일  | 물리면 죽는다                | 김정란, 박형준, 김명수, 조혜련, 이은희, 금보라, 전원주 (이하 특별출연) 조재현, 김상중 | 김선숙 | 홍성창 |
| 77회 | 9월 2일   |                              |                                                                                       |        |        |
| 78회 | 9월 9일   | 두 여자                      |                                                                                       |        |        |
| 79회 | 9월 16일  |                              |                                                                                       |        |        |
| 80회 | 9월 23일  | 마음의 도둑                  |                                                                                       |        |        |
| 81회 | 9월 30일  | 우연                         | 류수영, 서유정, 선우재덕, 김혜선, 이승형, 남일우, 김동균                              | 전유정 | 김경호 |
| 82회 | 10월 7일  | 꽃의 장례식                  |                                                                                       |        |        |
| 83회 | 10월 21일 |                              |                                                                                       |        |        |
| 84회 | 10월 28일 |                              |                                                                                       |        |        |
| 85회 | 11월 4일  |                              | 이효정, 조미령, 김영호                                                                |        |        |
| 86회 | 11월 11일 |                              |                                                                                       |        |        |
| 87회 | 11월 18일 |                              |                                                                                       |        |        |
| 88회 | 11월 25일 |                              |                                                                                       |        |        |
| 89회 | 12월 2일  |                              |                                                                                       |        |        |
| 90회 | 12월 9일  |                              |                                                                                       |        |        |
| 91회 | 12월 16일 | 두 번 죽는 남자              | 전미선, 김일우, 박광정, 조혜련                                                        |        |        |
| 92회 | 12월 23일 |                              |                                                                                       |        |        |

### 2003년
| 회차  | 방송일    | 작품명                             | 출연자                                                                                         | 극본          | 연출   |
| ----- | --------- | ---------------------------------- | ---------------------------------------------------------------------------------------------- | ------------- | ------ |
| 93회  | 1월 6일   |                                    |                                                                                                |               |        |
| 94회  | 1월 13일  |                                    | 방송 운행중단 되었다.                                                                          |               |        |
| 95회  | 1월 20일  |                                    |                                                                                                |               |        |
| 96회  | 1월 27일  | 뒤로 가려진 필름                   |                                                                                                |               |        |
| 97회  | 2월 3일   |                                    |                                                                                                |               |        |
| 98회  | 2월 10일  | 장미빛인생                         | 김일우, 전미선                                                                                 |               |        |
| 99회  | 2월 17일  |                                    |                                                                                                |               |        |
| 100회 | 3월 3일   |                                    |                                                                                                |               |        |
| 101회 | 3월 10일  | 봄은 건달처럼 내게로 왔다          |                                                                                                |               |        |
| 102회 | 3월 17일  |                                    |                                                                                                |               |        |
| 103회 | 3월 24일  | 선녀와 나무꾼                      | 김명수, 임경옥                                                                                 |               |        |
| 104회 | 3월 31일  | 그 남자의 선택                     | 조현숙, 반효정, 최종원, 주용만                                                                 |               |        |
| 105회 | 4월 7일   | 발로바시 영희                      | 임지은, 성낙만                                                                                 |               |        |
| 106회 | 4월 14일  | 금붕어의 꿈                        | 남성진, 신소미, 이아현                                                                         |               |        |
| 107회 | 4월 21일  | 그 별은 그렇게 우리에게 왔다       | 김혜선, 손현주, 이다희, 신정선                                                                 |               |        |
| 108회 | 4월 28일  | 마담 뚜 VS 커플 매니저             | 전원주, 안연홍, 윤기원                                                                         |               |        |
| 109회 | 5월 5일   | 멋지게 세이 굿바이                 | 박시은, 전현, 원숙희, 김진수                                                                   |               |        |
| 110회 | 5월 16일  | 조각난 사랑                        | 안재환, 반효정, 최지나                                                                         |               |        |
| 111회 | 5월 23일  | 돈이 더 좋아                       | 양정아, 임경옥, 조혜련, 이혜근                                                                 |               |        |
| 112회 | 5월 30일  | 새빨간 거짓말                      | 이효정, 조현숙, 윤서원, 김윤정                                                                 |               |        |
| 113회 | 6월 6일   | 똑바로 고쳐라                      | 최보은, 박광정, 명계남, 윤기원                                                                 |               |        |
| 114회 | 6월 13일  | 외사랑                             | 김서형, 신소미, 김병세, 김영옥                                                                 |               |        |
| 115회 | 6월 20일  | 악몽                               | 박하, 박정수, 안정훈, 최현근                                                                   |               |        |
| 116회 | 6월 27일  | 일탈                               | 김상중, 임채연, 김희정, 정호빈                                                                 |               |        |
| 117회 | 7월 4일   | 명품 마누라                        | 임경옥, 최재원, 김나운, 김영철, 김인문                                                         |               |        |
| 118회 | 7월 11일  | 여자가 사랑할 때                   | 유지인, 장동직, 조미정, 김동현                                                                 |               |        |
| 119회 | 7월 18일  | 꼬리가 길면 밟힌다                 | 박순천, 한경선, 김창완                                                                         |               |        |
| 120회 | 7월 25일  | 은지                               | 하승리, 오수민, 이현경, 윤여정                                                                 |               |        |
| 121회 | 8월 1일   | 금지된 장난                        | 이소연, 박동빈, 임지은                                                                         |               |        |
| 122회 | 8월 8일   | 벽장 속의 남자                     | 이효정, 서유정, 김정학                                                                         | 유현미        |        |
| 123회 | 8월 15일  | 우물                               | 장유화, 김조은, 최민금, 김갑수, 박순천                                                         |               |        |
| 124회 | 8월 22일  | 스트롱                             | 전재룡, 김예령                                                                                 |               |        |
| 125회 | 8월 29일  | 아내의 간통을 기다리는 남자        | 정승원, 김규철, 안선영, 정성화                                                                 |               |        |
| 126회 | 9월 5일   | 신경쇠약 직전의 아내               | 김효진, 유정현, 노현희, 고수희, 오미희, 이진목, 김형범, 김희라                                 | 김은하        | 강신효 |
| 127회 | 9월 19일  | 계장수& 반마리                     | 윤기원, 이의정, 원기준, 이선진                                                                 | 설경은        | 손정현 |
| 128회 | 10월 3일  | 쥐뿔도 없는 남자, 개코도 없는 여자 | 이봉원, 이연경, 정승호, 이한위                                                                 | 박범수        | 유인식 |
| 129회 | 10월 10일 | 강남 아줌마와 주차원               | 옥소리, 정태우, 이주나, 김민정, 문미봉, 이수진, 이동용, 김태영, 전성애, 백재현                 | 유현주        | 김정민 |
| 130회 | 10월 17일 | 꼬맹아 사랑해                      | 이유진, 곽정욱, 여욱환, 전재룡, 양혜승, 한보람, 정재순, 박규점, 김영석, 윤서현, 강수연, 이석주 | 동희선 홍윤정 | 배태섭 |
| 131회 | 10월 24일 | 올 가을엔 사랑할 거야              | 성동일, 방경림, 정원중, 이정섭, 전해룡                                                         | 박범수        | 고경희 |
| 132회 | 10월 31일 | 사랑에 속고 돈에 울고              | 홍경인, 김세아, 양정아, 김학철                                                                 | 장영철        | 신우철 |
| 133회 | 11월 7일  |                                    | 이대연, 김여진, 이준구, 김조은                                                                 |               |        |
| 134회 | 11월 21일 | 사랑까지 한발짝 더                 | 김홍표, 한지혜, 박인환                                                                         |               |        |
| 135회 | 12월 5일  | 노래하는 여자                      | 김혜선, 최항석, 선우재덕, 이영범                                                               |               |        |
| 136회 | 12월 12일 |                                    | 이다윗, 이영유, 선우용녀, 유혜정, 오영수, 이정훈, 변희봉                                       |               |        |
| 137회 | 12월 19일 |                                    |                                                                                                |               |        |

### 2004년
| 회차  | 방송일   | 작품명               | 출연자                         | 극본   | 연출   |
| ----- | -------- | -------------------- | ------------------------------ | ------ | ------ |
| 138회 | 1월 2일  | 숙자의 부메랑        | 신윤정, 원숙희, 사미자, 손종범 |        |        |
| 139회 | 1월 9일  | 술집 여자            | 손현주, 이영은                 |        |        |
| 140회 | 1월 30일 |                      | 박찬환, 김청, 배영선           |        |        |
| 141회 | 2월 6일  | 만인의 연인인 남자   | 이유진, 이자영, 김진수         |        |        |
| 142회 | 2월 13일 | 해피 에로 허니문     | 서유정, 윤기원, 이완           |        |        |
| 143회 | 2월 20일 | 대신 선보는 여자     | 최지나, 김정훈, 이매리, 최영재 |        |        |
| 144회 | 2월 27일 | 봄날은 온다 (최종회) | 서민정, 이종수                 | 염일호 | 박영수 |

### 특선 오픈드라마
| 회차 | 방송일           | 작품명                            | 출연자                           | 극본          | 연출   | 본 방송일 및 회차        |
| ---- | ---------------- | --------------------------------- | -------------------------------- | ------------- | ------ | ------------------------ |
| 1회  | 2005년 5월 7일   | 가위손                            | 김석훈, 소유진                   | 최진원        | 한정환 | 2001년 4월 30일 (15회)   |
| 2회  | 2005년 5월 14일  | 아빠 만들기                       | 최강희, 김정현                   | 임선희        | 홍창욱 | 2001년 5월 7일 (16회)    |
| 3회  | 2005년 5월 21일  | 아내의 아이를 키운 남자           | 김병세, 이아현                   | 박범수        | 이용석 | 2001년 6월 4일 (20회)    |
| 4회  | 2005년 5월 28일  | 미운 오리새끼                     | 박경림, 안재모                   | 서희정        | 문정수 | 2001년 6월 25일 (23회)   |
| 5회  | 2005년 6월 4일   | 내가 버린 여자                    | 임호, 박소현, 최준용             | 박범수        | 이용석 | 2001년 7월 30일 (28회)   |
| 6회  | 2005년 6월 11일  | 어둠 속에 벨이 울릴 때            | 김정난, 김명수                   | 유현미        | 김진근 | 2001년 8월 20일 (31회)   |
| 7회  | 2005년 6월 18일  | 결혼 일주일 전                    | 안연홍, 박형준                   | 제성은 김진욱 | 고경희 | 2001년 9월 10일 (34회)   |
| 8회  | 2005년 6월 25일  | 봉브라더스                        | 권오중, 김정현, 김해숙, 이자영   | 임선희        | 홍창욱 | 2001년 9월 10일 (24회)   |
| 9회  | 2005년 7월 2일   | 매일 벗는 남자                    | 정성화, 추자현, 강래연           | 안영희        | 고경희 | 2001년 7월 9일 (25회)    |
| 10회 | 2005년 7월 9일   | 다이어트 할까요?                  | 한고은, 이두일, 정양             | 김희정        | 손홍조 | 2001년 7월 16일 (26회)   |
| 11회 | 2005년 7월 16일  | 꽃다방 순정                       | 박솔미, 천정명                   | 하미선        | 조남국 | 2001년 7월 23일 (27회)   |
| 12회 | 2005년 7월 23일  | 그녀와 헤어지기 몇 시간 전        | 지성, 서유정                     | 배유미        | 강신효 | 2001년 8월 6일 (29회)    |
| 13회 | 2005년 7월 30일  | 내가 택한 사랑                    | 임호, 엄수진, 이윤성             | 강남이        | 손홍조 | 2001년 9월 3일 (33회)    |
| 14회 | 2005년 8월 6일   | 우리도 같은 꿈을 꾸는 걸까?       | 최민용, 조민기, 유서진, 김형범   | 강소영 김대현 | 김종혁 | 2001년 8월 13일 (30회)   |
| 15회 | 2005년 8월 13일  | 그대 다시 눈뜰 때                 | 김여진, 안재환, 명로진           | 조은주        | 손홍조 | 2002년 7월 22일 (71회)   |
| 16회 | 2005년 8월 20일  | 물리면 죽는다                     | 김정난, 박형준, 김명수           | 김선숙        | 홍성창 | 2002년 8월 26일 (76회)   |
| 17회 | 2005년 8월 27일  | 우연                              | 류수영, 서유정, 선우재덕, 김혜선 | 전유정        | 김경호 | 2002년 9월 30일 (81회)   |
| 18회 | 2005년 9월 3일   | 신경쇠약직전의 아내               | 김효진, 유정현, 노현희           | 김은하        | 강신효 | 2003년 9월 5일 (126회)   |
| 19회 | 2005년 9월 10일  | 계장수와 반마리                   | 윤기원, 이의정, 원기준, 이선진   | 설경은        | 손정현 | 2003년 9월 19일(127회)   |
| 20회 | 2005년 9월 24일  | 쥐뿔도 없는 남자 개코도 없는 여자 | 이봉원, 이연경, 정승호, 이한위   | 박범수        | 유인식 | 2003년 10월 3일 (128회)  |
| 21회 | 2005년 10월 8일  | 강남아줌마와 주차원               | 옥소리, 정태우                   | 유현주        | 김정민 | 2003년 10월 10일 (129회) |
| 22회 | 2005년 10월 15일 | 꼬맹아 사랑해                     | 이유진, 곽정욱, 여욱환           | 동희선 홍윤정 | 배태섭 | 2003년 10월 17일 (130회) |
| 23회 | 2005년 10월 22일 | 올 가을엔 사랑할 거야             | 성동일, 정주은                   | 박범수        | 고경희 | 2003년 10월 24일 (131회) |
| 24회 | 2005년 10월 29일 | 사랑에 속고 돈에 울고             | 홍경인, 김세아                   | 장영철        | 신우철 | 2003년 10월 31일 (132회) |

## 결방
- 2001년 1월 22일 - 월화 미니시리즈 《루키》13~14회 연속 편성
- 2001년 3월 26일 - 《제73회 아카데미상》 녹화중계 편성
- 2001년 10월 1일 - 추석특선영화 《성룡의 CIA》편성[10]
- 2001년 12월 31일 - 9시 15분부터 <연기대상> 편성
- 2002년 2월 11일 - 설날 특선대작 <비천무> 편성
- 2002년 4월 15일 - <2002 대선 한나라당 합동토론> 편성[11]
- 2002년 6월 10일 - 월드컵 관련 프로그램 편성
- 2002년 6월 17일 - 8시 15분부터 월드컵 16강 <브라질 VS 벨기에> 중계가 길어져서[12]
- 2002년 6월 24일 - 월드컵 특집 <파이팅!태극전사> 편성
- 2002년 7월 1일 - <2002 월드컵 영광과 좌절의 순간들> 1부 편성
- 2002년 10월 14일 - 아시안게임 특집 <땀과 눈물, 그 60일간의 기록> 편성
- 2002년 12월 30일 - 《야인시대》45~46회 연속 편성
- 2003년 2월 24일 - 참여정부출범 <동북아 시대를 연다> 편성[13]
- 2003년 9월 12일 - 9시 55분부터 추석특선영화 《마이너리티 리포트》편성에 따라[14] 《맨투맨》 이 8시 35분으로 앞당겨져 8시 50분 일일시트콤 《똑바로 살아라》 9시 20분 일일드라마 《연인》과 동시 결방
- 2003년 9월 26일 - 9시 55분부터 <슈퍼모델 선발대회> 편성으로 결방
- 2003년 11월 14일 - 10시 5분부터 창사 13주년 특선영화 《집으로...》편성[15]
- 2003년 11월 28일 - 9시 20분부터 국정진단 대통령에게 듣는다 <변화와 희망으로> 편성에 따라[16] 《형사》가 11시 5분으로 이동하여 9시 20분 일일드라마 《흥부네 박터졌네》 와 동시 결방
- 2003년 12월 26일 - 송년특집 <보아와 브리트니 스페셜> 편성[17]
- 2004년 1월 16일 - SBS TV 문학상 최우수 수상작 <짝사랑> 편성[18]
- 2004년 1월 23일 - 9시 55분부터 설 특선영화 《동갑내기 과외하기》 편성[19]

## 같이 보기
| - KBS 문예극장 - KBS TV 문학관 - KBS 드라마 초대석 - KBS 논픽션 드라마 - KBS TV 문예극장 - KBS 신 TV 문학관 - KBS HDTV 문학관 - KBS 드라마게임 - KBS 드라마 스페셜 (구) - KBS 테마 드라마 - KBS 금요극장 - KBS 일요베스트 - KBS 드라마시티 - KBS 드라마 스페셜 (신) - KBS 드라마 스페셜 연작 시리즈 - KBS 웹드라마 스페셜 - KBS 청소년문학관 - KBS 가요드라마 | - MBC 베스트셀러극장 - MBC 금요극장 - MBC TV 피처 - MBC 베스트극장 - MBC 일요 드라마 극장 - MBC 드라마 페스티벌 - SBS 여성극장 - SBS 70분드라마 - SBS 오픈드라마 남과여 - JTBC 드라마페스타 - tvN 드라마 스테이지 - tvN 드라마 O'PENing |